# Функциональная неграмотность
Функциона́льная негра́мотность — неспособность человека читать и писать на уровне, необходимом для выполнения простейших общественных задач; в частности, это выражается в неумении читать и применять инструкции, в неумении находить нужную в деятельности информацию. Понятие появилось в 90-е годы XX века. По мнению Татьяны Дмитриевны Жуковой, президента Ассоциации школьных библиотек России, именно функциональная неграмотность является причиной многих техногенных катастроф.
Функционально неграмотным (малограмотным) считается лицо, в значительной мере не утратившее навыки чтения и письма, но неспособное к восприятию короткого и несложного текста, не имеющего отношения к повседневной жизни. Они не могут связно изложить свою мысль, написать заявление, доверенность. Функционально неграмотных и малограмотных следует отличать от людей, не умеющих читать и писать («неграмотных»; их число, согласно мировой статистике, постоянно снижается и составляет в развитых странах не более 0,5 % населения). Причиной появления функциональной неграмотности могут быть такие обстоятельства, как слабая учеба в школе, исключение из школы, долгие болезни.
Функционально неграмотные люди культурно ограничены (в той или иной степени), характеризуются неумением применять знания, полученные в школе, а также негативным отношением к культурным учреждениям, вытекающим из неумения понимать их репертуар и боязни быть осмеянными в связи с этим.
C 90-х годов в России началось снижение грамотности населения. В 2003 году Международный институт чтения провёл исследование по качеству чтения и функциональной грамотности, в котором учащиеся России заняли 32-е место из 40 стран. Сегодня в России лишь каждый третий выпускник 11-х классов понимает содержание научных и литературных текстов. Это явление вызвано системой образования и учебными программами, направленными не на понимание прочитанного, а на звуковое воспроизведение.

## Существующие системы решения проблемы функциональной неграмотности
Для решения проблемы в Великобритании сформулировали национальную идею поддержки чтения, о которой объявили во время показа популярного сериала, в то время, как у экранов собралась огромная аудитория. При реализации государственной идеи были задействованы как государственные ресурсы, так и деньги частного бизнеса.
В Японии с 1958 года действует закон о школьных библиотеках, существует закон о поощрении детского чтения.